# Lemuel Jenkins
Lemuel Jenkins (* 20. Oktober 1789 in Bloomingburg, New York; † 18. August 1862 in Albany, New York) war ein US-amerikanischer Jurist und Politiker. Zwischen 1823 und 1825 vertrat er den Bundesstaat New York im US-Repräsentantenhaus.

## Werdegang
Lemuel Jenkins wurde ungefähr sechs Jahre nach dem Ende des Unabhängigkeitskrieges in Bloomingburg geboren. Er schloss seine Vorstudien ab. Jenkins studierte Jura. Seine Zulassung als Anwalt erhielt er im Oktober 1815 und begann dann in Bloomingburg zu praktizieren. Er war Master am New York Court of Chancery und vom Juni 1818 bis März 1819 erster Bezirksstaatsanwalt in Sullivan County.
Als Folge einer Zersplitterung der Demokratisch-Republikanischen Partei vor und während der Präsidentschaft von John Quincy Adams (1825–1829) schloss er sich der Crawford-Fraktion an. Bei den Kongresswahlen des Jahres 1822 wurde Jenkins im siebten Wahlbezirk von New York in das US-Repräsentantenhaus in Washington, D.C. gewählt, wo er am 4. März 1823 die Nachfolge von Charles H. Ruggles antrat. Da er auf eine erneute Kandidatur im Jahr 1824 verzichtete, schied er nach dem 3. März 1825 aus dem Kongress aus.
Jenkins zog nach Albany, wo er wieder als Anwalt tätig war. Er verstarb dort während des Bürgerkrieges am 18. August 1862 und wurde dann auf dem Albany Rural Cemetery beigesetzt.

## Familie
Er war der Sohn von Lemuel Jenkins (1740–1789) und seiner dritten Ehefrau Mary (Dunham) Jenkins (1759–1809). Am 13. Mai 1819 heiratete er Gertrude Pearson Huyck. Das Paar hatte drei gemeinsame Kinder: Leonine Jenkins (1820–1849), Mary Elizabeth (Jenkins) McGill (* 1821) und Charles Edward Jenkins (* 1822). Sein Sohn Charles zog 1848 nach Milwaukee, wo er in den Jahren 1850 und 1851 in der Wisconsin State Assembly saß und von 1854 bis 1856 Richter am Milwaukee County Court war.